# Syntaktisk sukker
Syntaktisk sukker er slang for elementer i et programmeringssprogs syntaks, som ikke tilføjer værdi til sproget. I nogle sammenhænge har 'sukkeret' til formål at understrege, hvad der sker i et program.
I programmeringssproget C kan man eksempelvis erstatte brugen at tabeller med pointere, som refererer til bestemte adresser i computerens hukommelse. Ved at nøjes med pointere kan man lave elegante løsninger på en del programmeringsproblemer, men løsningerne er ikke altid nemme at forstå.
Som modsætning til den minimalistiske stil i C har COBOL en syntaks, der kræver en del skrivearbejde, og der er dermed en del overflødigt syntaktisk sukker.